# Filoctetes (tragédia)
Filoctetes é uma tragédia (peça teatral) escrita por Sófocles.

## Dados gerais e enredo

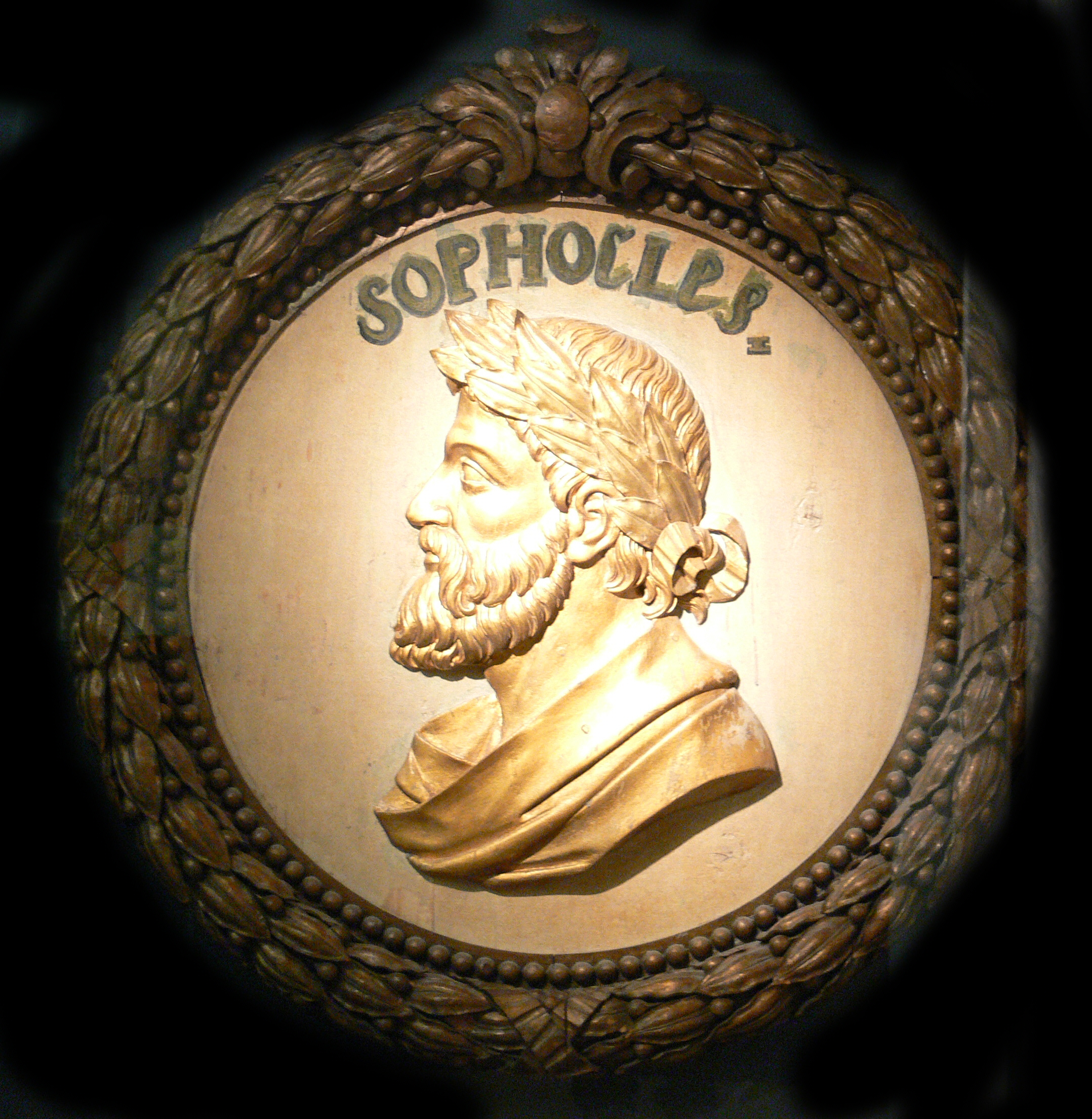
Efígie de Sófocles no Teatro Nacional de Manheim, Alemanha

Obra da maturidade de Sófocles (496 a.C.?-406 a.C.), dramaturgo grego, Filoctetes, um dos sete textos que restaram de uma produção estimada em mais de cento e vinte obras, narra um suposto episódio da Guerra de Troia no qual Ulisses, para vencer aos troianos, desembarca na ilha de Lemnos na companhia de Neoptólemo, filho de Aquiles, e ordena a este uma missão: a de subtrair das mãos de Filoctetes, antigo guerreiro dos Atridas, as armas de Héracles a ele confiadas.  Filoctetes está velho e fora abandonado naquela ilha pelo próprio Ulisses, anos antes, por conta de uma chaga incurável que adquirira ao ser picado por uma serpente que guardava o santuário da ninfa Crise; vive o rancor de ter sido esquecido na solidão e o sofrimento sem fim das dores físicas que sente.  A princípio, Neoptólemo, recusa-se a cumprir o plano de Ulisses, mas acaba cedendo por conta de seu desejo de glória.  Fazendo-se próximo a  Filoctetes, por conta de ser este amigo de seu pai Aquiles e das mentiras que conta ao velho, Neoptólemo consegue subtrair as armas de Héracles de seu poder e parte com Ulisses, mas acaba por arrepender-se e retorna para devolvê-las a Filoctetes.

## Estrutura e trama
A tragédia de Sófocles, composta por um prólogo e quatro episódios, inicia-se com a apresentação à audiência da situação inicial da trama, por meio de um diálogo entre Ulisses e Neoptólemo: o herói de A Odisséia descreve ao jovem guerreiro a ilha em que estão, narra o ocorrido com Filoctetes anos antes e seu plano para usurpar do velho guerreiro as armas de Héracles; Neoptólemo, por sua vez, reage inicialmente à proposta de Ulisses, para depois aceitá-la ao saber da profecia que diz que o jovem não irá conquistar Troia sem ter em mãos aquelas armas divinas.  Nesse prólogo, o dramaturgo soluciona diversas questões dramáticas: apresenta ao público o cenário, a situação que precede o início do drama e o personagem principal, Filoctetes, sobre o qual a audiência fica a saber por conta de dois diferentes pontos de vista – o de Ulisses e do próprio coro, que na sequência irá dizer a Neoptólemo de seu sentimento de comiseração em relação à situação do velho guerreiro abandonado.
Assim sendo, é pelo prólogo que a audiência reconheceria o mito a ser tratado na tragédia e por qual ponto de vista esse mito seria tratado.  São também demonstrados no prólogo os caracteres dos dois personagens: a astúcia e o pragmatismo de Ulisses e a honradez e nobreza de Neoptólemo.  Sófocles não poderia prescindir do prólogo nesta tragédia, visto que Filoctetes é apenas um personagem secundário em outros mitos e, presume-se, desconhecido do público; para falar de tal personagem de difícil empatia imediata, o dramaturgo valeu-se de dois heróis conhecidos, Ulisses e Neoptólemo, a partir dos quais inserirá o personagem principal, Filoctetes, no centro do conflito.
O personagem-título da tragédia entra em cena no início do primeiro episódio, quando então trava seu primeiro contato com o jovem filho de Aquiles, seu amigo na primeira expedição a Troia.  Neoptólemo conta-lhe das razões que supostamente teria para odiar os Atridas e Filoctetes simpatiza-se com o rapaz, mas este faz menção de retornar às naus e deixar para trás o velho.  O coro convence-o do contrário, e Neoptólemo resolve levar Filoctetes.  Surge em cena um mercador, que traz ao jovem a notícia de que Ulisses estaria indo à ilha para levar Filoctetes à força, por conta de uma profecia.  Neoptólemo e Filoctetes preparam-se para partir, e o jovem pede ao velho que o permita ter em mãos o arco e os dardos de Héracles, no que Filoctetes consente.  
Nesse primeiro episódio, regido pela mentira – tanto de Neoptólemo para Filoctetes sobre uma suposta guerra contra Ulisses quanto do mercador sobre a determinação dos Atridas em retirar Filoctetes daquela ilha à força –, Sófocles estabelece o conflito inicial e coloca seu protagonista no centro da situação trágica: Filoctetes, que tanto sofrera pelo abandono dos que antes eram seus amigos, tem em suas mãos o poder divino por ser o guardião das armas sagradas que permitirão a vitória dos Atridas sobre Troia; Ulisses detém o poder temporal e deseja as armas para fazer valer o interesse da coletividade; e Neoptólemo é o detentor do poder da persuasão e do vigor da juventude com os quais ambos, Filoctetes e Ulisses, sonham atingir seus objetivos.  
No segundo episódio, as dores de Filoctetes são mostradas em sua plenitude, e no terceiro episódio, Neoptólemo, apiedado do velho amigo de seu pai, revela sua traição a Filoctetes.  Diante das lamentações de Filoctetes, Neoptólemo titubeia em devolver-lhe as armas, mas surge em cena Ulisses, que convence o rapaz a manter o plano inicial e ambos partem.  Dentro desses dois episódios, há um elemento de interesse no que tange às escolhas do dramaturgo para que a verossimilhança fosse mantida na tragédia.  O coro, elemento essencial da tragédia grega, para manter-se dentro das possibilidades que justificassem sua existência no cenário inóspito da ilha de Lemnos, foi identificado pelo autor como um grupo de marinheiros das naus dos Atridas.  Quando da saída de Neoptólemo e de Ulisses, ao final do terceiro episódio, o coro é mantido em cena sob a justificativa da fala do jovem guerreiro que, apiedado do velho Filoctetes, permite que o grupo de marinheiros (o coro) mantenha-se ali para fazer companhia ao doente enquanto os demais marinheiros aprontam as naus para a partida.
O último episódio mostra uma mudança da fortuna do protagonista associada à mudança interna do personagem Neoptólemo: no intuito de reparar a falta cometida contra Filoctetes, o jovem retorna ao seu encontro, sob protestos e ameaças de Ulisses, para devolver as armas de Héracles.  Neoptólemo tenta persuadir Filoctetes a seguir viagem com ele para combater Tróia, mas em vão: o velho é irascível e oferece-se, por fim, a acompanhar Neoptólemo até seu país, para defendê-lo da fúria dos Atridas.  Para a reconstituição da harmonia, o dramaturgo optou por usar do artifício de um Deus ex Machina , no caso o próprio Héracles, que surge em cena para determinar que Filoctetes siga com Neoptólemo para o cerco a Tróia, no qual deverão lutar juntos, e comunicar a Filoctetes que irá providenciar a intervenção divina para que sua chaga fosse curada. 

## Traduções para o português

### Traduções Brasileiras
- SÓFOCLES. FILOCTETES. Tradução, introdução e notas de Fernando Brandão dos Santos. São Paulo: Odysseus Editora, 2008. (Edição bilígue)
- SÓFOCLES. FILOCTETES. Tradução, posfácio e notas de Trajano Vieira. Ensaio de Edmund Wilson. São Paulo: Editora 34,2009. (Edição bilíngue)

### Traduções Portuguesas
- SÓFOCLES. TRAGÉDIAS do Ciclo Troiano. ÁJAX. ELECTRA. FILOCTETES. Tradução do grego, prefácio e notas pelo Pe. E. Dias Palmeira. Lisboa: Livraria Sá da Costa Editora,1973.
- SÓFOCLES. FILOCTETES. Introdução, versão do grego e notas de José Ribeiro Ferreira.  2ª Ed. Coimbra: Insituto Nacional de Investigação Científica/Centro de Estudos Clássicos e Humanísticos da Universidade de Coimbra, 1988.